# Червонокаменский район
Червонока́менский район (укр. Червонокам’янський район; иногда также Краснокаменский район) — бывшая административно-территориальная единица Александрийского и Кременчугского округов, а также Кировоградской области Украинской ССР, с центром в селе Червоная Каменка

## История
Образован 7 марта 1923 года из территории бывших Звенигородской, Краснокаменской и Куколовской волостей Александрийского уезда и вошёл в состав Александрийского округа Екатеринославской губернии. В 1925 году Александрийский округ был упразднён и район вошёл в состав Кременчугского округа Полтавской губернии. В июле 1928 года район был расформирован, вся его территория вошла в состав Александрийского района.
Червонокаменский район был воссоздан в 1945 году, на территории 14 сельских советов, выделенных из Александрийского района, и вошёл в состав Кировоградской области Украинской ССР. Окончательно ликвидирован в январе 1959 года, вся его территория снова вошла в состав Александрийского района.

## Состав района
По состоянию на 1946 год, район включал в себя следующие населённые пункты:
- Добронадиевский сельский совет:
  - Добронадиевка
  - Зелёный Барвинок
  - Катериновка
  - хутор Весёлая Ивановка
  - хутор Гулевичи
  - хутор Зелёный Гай
- Куколовский сельский совет:
  - Куколовка
- Ленинский первый сельский совет:
  - Зелёная Балка
  - Ленина Первое
  - посёлок совхоза им. Кагановича
  - хутор Тарасо-Шевченковский
  - хутор Хрещато-Пролетарка
  - хутор Червонобратское
- Ленинский второй сельский совет:
  - Весёлая Зирка
  - Ленина Второе
  - Шевченково
- Лозоватский сельский совет:
  - Лозоватка
  - Опанасовка
  - Петровка
  - Трудовка
  - хутор Попельнастовский Первый
  - хутор Попельнастовский Второй
- Михайловский сельский совет:
  - Алексеевка
  - Весёлая Долина
  - Михайловка
  - Тарасовка
  - Червоная Воля
  - Червоная Дубовка
  - Червоная Пахаревка
  - Червонофёдоровка
  - посёлок совхоза «Большевик»
  - хутор Анновка Первая
  - хутор Анновка Вторая
  - хутор Червоный Подол
- Морозовский сельский совет:
  - Морозовка
- Овнянский сельский совет:
  - Овнянка
  - хутор Малая Овнянка
- Песчанобродский сельский совет:
  - Новосветлополье
  - Песчаный Брод
- Попельнастовский сельский совет:
  - Попельнастое
- Приютовский сельский совет:
  - Губаревка
  - Приютовка
  - Тавровка
  - Тимофеевка
  - Фёдоровка
  - хутор Лозоватский Став
- Пустельниковский сельский совет:
  - Измайловка
  - Михайловка Первая
  - Михайловка Вторая
  - Пустельниково
  - хутор Червоное Озеро
- Счастливский сельский совет:
  - Весёлый Раздол
  - Счастливое
  - хутор Малая Счастливая
- Червонокаменский сельский совет:
  - Тургеневка
  - Червоная Каменка